# Organabo
L'Organabo est une rivière française et un petit fleuve côtier de la région  et du département Guyane.

## Géographie
De 17,4 km de long, l'Organabo prend source à 69 m d'altitude.
Il a son embouchure dans l'océan Atlantique, entre la réserve naturelle nationale de l'Amana à l'ouest et la savane d'Organabo à l'est.

### Communes et cantons traversés
Dans le seul département de la Guyane, l'Organabo traverse les deux communes suivantes, de Mana (source) et Iracoubo (embouchure). 
Soit en termes de cantons, l'Organabo prend source dans le canton de Mana, conflue dans le canton d'Iracoubo, le tout dans les deux arrondissement de Saint-Laurent-du-Maroni et arrondissement de Cayenne.

## Affluents
L'Organobo a deux affluents :
- l'Organabo (Branche Mana) (rg[note 1]), 21,5 km sur la seule commune de Mana[2]
- l'Organabo (Branche Florian) (rg), 11,3 km sur les deux communes de Mana et Iracoubo[3]

## Hydrologie

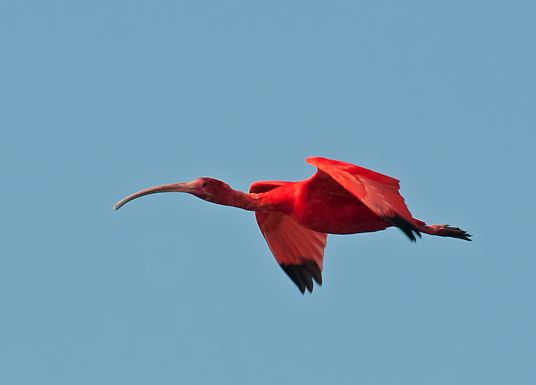
L'Ibis rouge.

## Aménagements et écologie
La réserve naturelle nationale de l'Amana est installée à l'ouest de la rivière.